# Nghĩa Lợi, Nghĩa Lộ
Nghĩa Lợi là một xã thuộc thị xã Nghĩa Lộ, tỉnh Yên Bái, Việt Nam.

## Địa lý
Xã Nghĩa Lợi nằm ở phía đông thị xã Nghĩa Lộ, có vị trí địa lý:
- Phía đông giáp xã Phù Nham
- Phía bắc giáp xã Sơn A
- Phía tây giáp xã Nghĩa Phúc và phường Trung Tâm
- Phía nam giáp phường Cầu Thia.

Xã Nghĩa Lợi có diện tích 3,73 km², dân số năm 2019 là 4.229 người, mật độ dân số đạt 1.134 người/km².

## Hành chính
Xã Nghĩa Lợi được chia thành 10 bản: Chao Hạ 1, Chao Hạ 2, Sang Hán, Sang Thái, Sang Đốm, Xa, Nà Lang, Phán Lượng, Phán Hạ, Sà Rèn.

## Lịch sử
Trước đây, Nghĩa Lợi là một xã thuộc huyện Văn Chấn.
Ngày 15 tháng 5 năm 1995, Chính phủ ban hành Nghị định 31-CP, về việc thành lập thị xã Nghĩa Lộ và điều chỉnh địa giới hành chính giữa thị xã Nghĩa Lộ và huyện Văn Chấn thuộc tỉnh Yên Bái. Theo đó, điều chỉnh 116,5 hécta với 1.592 nhân khẩu của xã Nghĩa Lợi thuộc huyện Văn Chấn.
Sau khi điều chỉnh địa giới để thành lập thị xã Nghĩa Lộ, xã Nghĩa Lợi còn lại diện tích tự nhiên 401,5 hécta với 2.962 nhân khẩu.
Ngày 24 tháng 12 năm 2003, Chính phủ đã ban hành Nghị định số 167/2003/NĐ-CP về việc điều chỉnh địa giới hành chính mở rộng thị xã Nghĩa Lộ. Theo đó, chuyển toàn bộ diện tích tự nhiên và dân số của xã Nghĩa Lợi thuộc huyện Văn Chấn về thị xã Nghĩa Lộ quản lý.

## Kinh tế
Bên cạnh trồng lúa, Nghĩa Lợi cũng phát triển chăn nuôi gia súc, đưa tổng đàn lên 3.419 con, trong đó đàn trâu, bò là 541 con, 2.878 con lợn và đàn gia cầm có hơn 11.000 con. Đời sống nhân dân trong xã còn gặp nhiều khó khăn, do vậy nhiều người phải đi nơi khác làm việc.